# Julián Álvarez
Julián Álvarez (Calchín, 2000. január 31. –) világbajnok argentin labdarúgó, csatár. A La Ligában szereplő Atlético Madrid játékosa, és az argentin válogatott tagja.

## Pályafutása

### River Plate
2016-ban csatlakozott a Buenos Aires-i klubhoz az Atlético Calchín együttesétől, és részt vett a Generation Adidas Cupon a klub ifjúsági csapataival. Mielőtt a Riverhez igazolt Álvarez volt próbajátékon a Boca Juniorsnál és a Real Madridnál; utóbbi öt meccsen kétszer volt eredményes egy ifjúsági tornán.
A felnőttcsapatban a 2018/19-es idényben debütált Marcelo Gallardo menedzser vezetésével, október 27-én az Aldosivi elleni 1–0-ra nyert mérkőzésen.
2018. december 9-én a Copa Libertadores döntőjének második mérkőzésén csereként a 97. percben érkezett a pályára Exequiel Palacios-t váltva. Ahol River legyőzte riválisát a Boca Juniors csapatát, így nemzetközi kupagyőztesek lettek.
2019. március 17-én becserélése után egy perccel szerezte profi karrierjének első gólját az Independiente elleni 3–0-ra megnyert bajnokin. A találkozó első gólját lőtte az 59. percben.
December 14-én a 2019-es Copa Argentina döntőjének a 72. percében a 3. gólt jegyezte a Central Córdoba ellen.
2020-ban Álvarez öt gólt szerzett a Copa Libertadores hat csoportkörében.
2022. május 25-én Álvarez hat gólt lőtt a River Plate színeiben az Alianza Lima elleni 8–1-re megnyert mérkőzésen a Copa Libertadoresben.

### Manchester City
2022. január 31-én a 22. születésnapján öt és féléves szerződést írt alá az angol sztárcsapattal, de júliusig kölcsönben maradt a River Plate-nél.
A hivatalos debütálásra július 30-án került sor a 2022-es angol szuperkupában egy 3–1-re elvesztett Liverpool elleni mérkőzésen. Érdekesség, hogy ezen a találkozón szerezte meg az első gólját is.
Augusztus 31-én lépett pályára kezdőként első alkalommal, és duplázott a Nottingham Forest elleni 6–0-s hazai bajnokin, melyen az utolsó két gólt szerezte.
Szeptember 6-án az első nemzetközi mérkőzését Európában a Bajnokok Ligájában játszotta, idegenbeli környezetben a Sevilla ellen.
A 2023–2024-es szezon első tétmeccsén lépett pályára az 50. mérkőzésén a klub színeiben, augusztus 11-én az Arsenal ellen 2–1-re elvesztett Angol szuperkupa fináléban.
Augusztus 16-án a 2023-as UEFA-szuperkupa győztese lett, miután 2–1-re legyőzték a Sevilla együttesét, a 85. percben csereként a gólszerző, Cole Palmer helyére érkezett, majd a tizenegyespárbajban a csapat második büntetőjét értékesítette.

### Atlético Madrid
2024. augusztus 12-én hatéves szerződését írt alá az Atlético Madrid csapatával. Az átigazolás idején a City által legdrágábban eladott játékos volt.

## Válogatott karrier

### Argentína
2021. június 3-án mutatkozott be a felnőtt válogatottban a Chile elleni világbajnoki selejtezőn. A 62. percben Ángel Di María-t váltotta.
2022. március 30-án szerezte meg első válogatott gólját az Ecuador elleni 1–1 során.
2022. november 11-én bekerült Lionel Scaloni szövetségi kapitány 26-fős keretébe a 2022-es katari világbajnokságra.
November 22-én Szaúd-Arábia ellen játszotta első világbajnoki mérkőzését, az 1–2-re elvesztett mérkőzés 59. percében csereként debütált Papu Gómez-t váltva. Az első világbajnoki gólját Lengyelország ellen szerezte, a következő Ausztrália elleni nyolcaddöntő mérkőzésen ismét eredményes volt. December 13-án az elődöntőben két gólt, és egy gólpasszt jegyzett a Horvátország elleni 3–0-s győztes mérkőzésen. Álvarez 22 esztendősen Pelé óta a legfiatalabb játékos, aki kétszer is betalált a világbajnokság elődöntőjében vagy döntőjében.
December 18-án a döntőben is pályára lépett a Franciaország elleni mérkőzésen (3–3), amelyen 103 percet játszott. A 2×15 perces hosszabbítás után tizenegyesekkel nyertek 4–2-re.

## Statisztika
2023. augusztus 16-i állapot szerint.
| Klub                  | Szezon           | Bajnokság        | Bajnokság | Bajnokság | Kupa  | Kupa  | Ligakupa | Ligakupa | Nemzetközi | Nemzetközi | Egyéb | Egyéb | Összes | Összes |
| Klub                  | Szezon           | Liga             | Mérk.     | Gólok     | Mérk. | Gólok | Mérk.    | Gólok    | Mérk.      | Gólok      | Mérk. | Gólok | Mérk.  | Gólok  |
| --------------------- | ---------------- | ---------------- | --------- | --------- | ----- | ----- | -------- | -------- | ---------- | ---------- | ----- | ----- | ------ | ------ |
| River Plate           | 2018–19          | Primera División | 5         | 1         | 1     | 0     | —        | —        | 1          | 0          | 1     | 0     | 8      | 1      |
| River Plate           | 2019–20          | Primera División | 7         | 0         | 3     | 1     | 2        | 0        | 5          | 1          | —     | —     | 17     | 2      |
| River Plate           | 2020             | Primera División | 10        | 2         | 3     | 1     | 1        | 1        | 11         | 5          | —     | —     | 25     | 9      |
| River Plate           | 2021             | Primera División | 35        | 20        | —     | —     | —        | —        | 10         | 2          | 1     | 2     | 46     | 24     |
| River Plate (kölcsön) | 2022             | Primera División | 17        | 11        | 1     | 1     | 0        | 0        | 8          | 6          | 0     | 0     | 26     | 18     |
| River Plate (kölcsön) | Összesen         | Összesen         | 74        | 34        | 8     | 3     | 3        | 1        | 35         | 14         | 2     | 2     | 122    | 54     |
| Manchester City       | 2022/23          | Premier League   | 31        | 9         | 5     | 3     | 2        | 1        | 10         | 3          | 1     | 1     | 49     | 17     |
| Manchester City       | 2023/24          | Premier League   | 1         | 0         | 0     | 0     | 0        | 0        | 0          | 0          | 2     | 0     | 3      | 0      |
| Manchester City       | Összesen         | Összesen         | 32        | 9         | 5     | 3     | 2        | 1        | 10         | 3          | 3     | 1     | 52     | 17     |
| Karrier összesen      | Karrier összesen | Karrier összesen | 106       | 43        | 13    | 6     | 5        | 2        | 45         | 17         | 5     | 3     | 174    | 71     |

1. 1 2 3 4 5  Mérkőzése(i) a Copa Libertadores-ban
2. ↑  Mérkőzése(i) a Klubvilágbajnokságon
3. ↑  Mérkőzése(i) a Trofeo de Campeones de la Superliga Argentina-ban
4. ↑  Mérkőzése(i) a Bajnokok Ligájában
5. ↑  Mérkőzése(i) a FA Community Shieldben
6. ↑  A(z) FA Community Shield-ben és a(z) UEFA-szuperkupában egyszer lépett pályára

### A válogatottban
2023. március 24-i állapot szerint.
| Argentína | Argentína | Argentína |
| Év        | Mérk.     | Gólok     |
| --------- | --------- | --------- |
| 2021      | 5         | 0         |
| 2022      | 14        | 7         |
| 2023      | 1         | 0         |
| Összesen  | 20        | 7         |

#### Gólok
| # | Dátum                | Helyszín                                                      | Vál. | Ellenfél                | Eredmény | Végeredmény | Kiírás                           |
| - | -------------------- | ------------------------------------------------------------- | ---- | ----------------------- | -------- | ----------- | -------------------------------- |
| 1 | 2022. március 29.    | Estadio Monumental Isidro Romero Carbo, Guayaquil, Ecuador    | 7    | Ecuador                 | 1–0      | 1–1         | 2022-es világbajnokság-selejtező |
| 2 | 2022. szeptember 27. | Red Bull Aréna, Harrison, Egyesült Államok                    | 11   | Jamaica                 | 1–0      | 3–0         | Barátságos                       |
| 3 | 2022. november 16.   | Zájed Sportvárosi Stadion, Abu-Dzabi, Egyesült Arab Emírségek | 12   | Egyesült Arab Emírségek | 1–0      | 5–0         | Barátságos                       |
| 4 | 2022. november 30.   | 974 Stadion, Doha, Katar                                      | 15   | Lengyelország           | 2–0      | 2–0         | 2022-es világbajnokság           |
| 5 | 2022. december 3.    | Amád bin Ali Stadion, al-Rajján, Katar                        | 16   | Ausztrália              | 2–0      | 2–1         | 2022-es világbajnokság           |
| 6 | 2022. december 13.   | Loszaíli Nemzeti Stadion, Loszaíl, Katar                      | 18   | Horvátország            | 2–0      | 3–0         | 2022-es világbajnokság           |
| 7 | 2022. december 13.   | Loszaíli Nemzeti Stadion, Loszaíl, Katar                      | 18   | Horvátország            | 3–0      | 3–0         | 2022-es világbajnokság           |

## Sikerei, díjai

#### River Plate
- Primera División: 2021
- Copa Argentina: 2018–2019
- Supercopa Argentina: 2019
- Trofeo de Campeones: 2021
- Copa Libertadores: 2018
- Recopa Sudamericana: 2019

#### Manchester City
- Premier League: 2022–2023, 2023–2024
- FA-kupa: 2022–2023
- UEFA-bajnokok ligája: 2022–2023
- UEFA-szuperkupa: 2023
- FIFA-klubvilágbajnokság: 2023

### A válogatottban

#### Argentína
- Copa América: 2021, 2024
- Artemio Franchi-trófea: 2022[22]
- Világbajnokság: 2022

### Egyéni
- A Primera División gólkirálya: 2021 (18 gól)
- Az év dél-amerikai labdarúgója: 2021
- Az év dél-amerikai csapata: 2021